# Archaeospheniscus
Archaeospheniscus es un género extinto de pingüinos de gran tamaño. Se conocen tres especies, conocidas a partir de restos algo fragmentarios. A. wimani, la especie más pequeña (con un tamaño parecido al del pingüino papúa), fue hallado en estratos del Eoceno Medio o Superior (hace entre 50-34 millones de años) en la Formación La Meseta en la Isla Seymour de la Antártida, mientras que las otras dos, de un tamaño comparable al de actual pingüino emperador, son conocidas de huesos recuperados en rocas del Oligoceno Superior en la Formación Kokoamu Greensand (de hace 28-27 millones de años) en Duntroon, Nueva Zelanda.
Este género se encuentra entre los más antiguos pingüinos conocidos. Su húmero es aún muy delgado, de forma intermedia entre el que se presenta en la mayoría de las alas de las aves y los más gruesos de los pingüinos modernos. Por otra parte, el tarsometatarso muestra una peculiar mezcla de características halladas en formas primitivas y modernas. Se desconoce si esto significa que Archaeospheniscus es un ancestro de los pingüinos modernos o representa un caso de evolución paralela.